# Под огнём (фильм, 2025)
«Под огнём» (англ. Warfare) — художественный фильм режиссёров Алекса Гарленда и Рэя Мендосы по их же сценарию. Основан на событиях войны в Ираке, в которой принимал участие Мендоса. Главные роли в фильме исполнят Космо Джарвис, Уилл Поултер и Кит Коннор.
Премьера фильма «Под огнём» состоялась в театре Music Box в Чикаго 16 марта 2025 года, а его релиз в США состоялся на канале A24 11 апреля 2025 года, а в Великобритании — 18 апреля 2025 года.

## Сюжет
Ирак, Рамади, 2006 год. Боевая группа «морских котиков» Альфа-Один смотрит клип Call on Me и танцует под него. После этого команда выезжает на задание по захвату здания на территории города. Они берут под контроль двухэтажный дом, разделённый на две квартиры. При помощи переводчиков команды они собирают семьи в одной комнате и требуют оставаться на месте. Связист Рэй Мендоса при помощи оператора дрона наблюдает за районом с воздуха и докладывает командованию, а снайпер Эллиот Миллер следит за рынком через дорогу. Оба замечают активность со стороны местных жителей, потому командир группы отправляет переводчиков наблюдать за разными частями улицы из окон дома. В комнату, откуда работает Эллиот, бросают гранату и он получает ранение руки. Рэй вызывает ББМ Брэдли для эвакуацию для Эллиота, но перед ним взрывается СВУ. В результате взрыва Эллиот, а также Сэм, медик команды, получают тяжёлые ранения ног. Командование отзывает Брэдли с позиции Альфа-Один.
Группа отступает обратно в дом, Рэй оказывает первую помощь Сэму и Эллиоту, а также докладывает о ситуации в штаб, запрашивая эвакуацию. Получивший контузию командир группы, Эрик, запрашивает переброску соседней группы, Альфа-Два, на позиции Альфа-Один, но те идут медленно из-за обстрелов. Когда Альфа-Два прибывают, командование обеими группами берёт на себя Джейк, командир Альфа-Два, так как Эрик ранен взрывом. Джейк запрашивает две Брэдли к дому, но командование не готово отправить их из-за высокого риска ещё одного СВУ. Эрик просит связиста Альфа-Два, Джона, выдать себя за одного из командиров, чтобы обманом одобрить передислокацию Брэдли для эвакуации раненых членов отряда.
Альфа-Один и Альфа-Два успешно эвакуируются и покидают район. Семьи выходят из комнаты, где их держали, в полуразрушенный дом, а затем на улицу, где встречаются с солдатами, обстреливавшими дом. В сцене после титров показывают прототипы героев фильма, включая Эллиота Миллера, который после ранения потерял ногу. Лица солдат, за исключением Рэя Мендосы и Эллиота Миллера, а также семьи, в чьём доме происходит действие фильма, скрыты.

## В ролях
- Космо Джарвис — Элиот Миллер
- Уилл Поултер[7] — Эрик
- Кит Коннор — Томми
- Д’Фарао Ун-А-Тай — Рэй Мендоса
- Чарльз Мелтон — Джейк
- Джозеф Куинн[7] — Сэм
- Ной Сентинео — Брайан
- Тейлор Джон Смит — Фрэнк
- Адайн Брэдли — сержант Лаэррус
- Майкл Гандольфини — лейтенант Макдональд
- Генри Зага — Аарон
- Эван Хольцман — Брок

## Производство
Созданием фильма занимается кинокомпания А24, которой также принадлежат права на прокат фильма. Режиссёром и соавтором сценария стал Алекс Гарленд. Кит Коннор, Космо Джарвис, Уилл Поултер и Финн Беннетт вошли в основной актёрский состав фильма. 27 марта к актёрскому составу присоединились Д’Фарао Ун-А-Тай и Чарльз Мелтон. В апреле 2024 года к актёрскому составу присоединились Ноа Чентинео, Тейлор Джон Смит, Адайн Брэдли, Майкл Гандольфини, Генри Зага и Эван Хольцман.
Съёмки начались в мае 2024 года в Лондоне.
Премьера фильма в США состоялась 11 апреля 2025 года, в России — на день раньше.

## Отзывы и оценки
На сайте Rotten Tomatoes фильм имеет рейтинг 92 % основанный на 210 отзывах. Консенсус критиков гласит: «Повествовательный до мозга костей и с превосходным режиссерским мастерством, „Под огнём“ передаёт первобытный ужас боя с нервирующей силой». На Metacritic средневзвешенная оценка составляет 78 из 100 на основе 43 рецензий.
Грегори Нуссен в рецензии для Deadline Hollywood пишет: «В лучшем случае „Под огнём“ — это искусно сделанное воссоздание событий, в худшем — голая военная пропаганда, снятая в один из самых вопиющих моментов империализма в стране».